# 유네스코 직지상
유네스코 직지상(영어: UNESCO/Jikji Memory of the World Prize)은 유네스코의 세계기록유산인 직지를 기념하기 위해, 기록유산의 보전에 기여한 사람이나 단체에 2년에 한 번씩 수여되는 상이다.
2004년 4월 28일 유네스코 제169차 집행위원회에서 직지상의 제정이 결정되었다. 시상식은 2005년부터 청주시가 지정한 '직지의 날'에 청주 또는 프랑스 파리에서 열린다. 상금액은 3만 미국 달러로서, 청주시에서 지급한다.

## 수상자/단체
- 2005년: 체코 국립 도서관
- 2007년: 오스트리아 과학연구원 음성보관소
- 2009년: 말레이시아 국가기록원
- 2011년: 호주 국가기록원
- 2013년: 멕시코 아다비
- 2016년: 중남미 이베르 아카이브
- 2018년: 말리 사바마-디
- 2020년: 캄보디아 투올슬랭 대학살 박물관[1]

## 같이 보기
- 유네스코
- 유네스코 한국위원회
- 세계유산
- 세계기록유산
- 인류무형문화유산
- 생물권보전지역
- 세계지질공원
- 세계 책의 수도
- 유네스코 창의도시 네트워크
- 유네스코 글로벌 학습도시 네트워크
- 유네스코 학습도시상
- 유네스코 국제상
  - 유네스코 세종대왕 문해상
- 국제 기념해
- 국제 기념일